# Очисні обряди
Очисні обряди — ритуали, передбачені релігією, після яких людина вважається вільною від нечистоти, особливо для поклоніння божеству, тобто набуває стану ритуальної чистоти. Ритуальне очищення може також стосуватися предметів та місць. Ритуальна нечистість не тотожна звичайним фізичним нечистотам, таким як плями бруду; проте, рідини з тіла людини (body fluids) зазвичай вважаються ритуально нечистими.
Більшість з цих ритуалів існували задовго до зародження теорії хвороб, і вони присутні в найдавніших відомих релігійних системах Стародавнього Близького Сходу. Деякі письменники пов'язують ритуали з табу.
Деякі вбачають переваги цієї практики як пункт охорони здоров'я та профілактики інфекцій, особливо в районах, де люди тісно контактують між собою.
Загалом ці ритуали передбачають відхід від нечистоти до чистоти та від девіантної до моральної поведінки (у культурному контексті).